# Северов, Сергей Александрович
Сергей Александрович Северов (28 июня 1924, пос. Урицк, Ленинградская губерния — 20 августа 1984, Ленинград) — советский футболист, защитник.

## Биография
Сын игрока клуба петербургской футбол-лиги «Меркур» Александра Северова. Член ВЛКСМ
Участник Великой Отечественной войны. На фронте с февраля 1944 года. Ефрейтор. Санитар 19-го стрелкового Выборгского Краснознамённого полка, 90-й стрелковой Ропшинской Краснознамённой ордена Суворова дивизии. Только по наградным листам, вынес с поля боя 111 солдат и офицеров с их личным оружием. Награждён орденом Славы III степени, орденом Красной Звезды, медалями «За отвагу» и «За боевые заслуги».
После Великой Отечественной войны стал играть в хоккей с шайбой. Принял участие в первом чемпионате СССР в составе ДО им. С. М. Кирова (Ленинград). Так же играл за ХК Динамо (Ленинград) в сезонах 1947/1948, 1948/1949.
В чемпионате СССР по футболу в 1947—1955 годах в первой группе/классе «А» провёл 189 игр, забил два мяча и четыре автогола, что является вторым результатом в истории отечественного футбола. Играл в ленинградских командах «Динамо» (1947—1951) и «Зенит» (1952—1955). 24 августа 1955 в матче с московским «Динамо» получил тяжёлую травму, после чего вскоре завершил карьеру.
Скончался 20 декабря 1984 года в Ленинграде. Похоронен на Сергиевском кладбище.